# Ovipalpus
Ovipalpus is een geslacht van kevers uit de familie  
kniptorren (Elateridae).
Het geslacht is voor het eerst wetenschappelijk beschreven in 1851 door Solier.

## Soorten
Het geslacht omvat de volgende soorten:
- Ovipalpus piceus Fleutiaux, 1910
- Ovipalpus pubescens Solier, 1851
- Ovipalpus schajovskoii Golbach, 1953